# Ludger Schiffler
Ludger Schiffler (* 11. Februar 1937 in Frankfurt am Main) ist ein deutscher Didaktiker und Romanist.

## Leben
Schiffler war das einzige Kind von Charlotte Schiffler und dem promovierten Volkswissenschaftler Leonhard Schiffler. Nach Abschluss des Studiums der Romanistik und der klassischen Philologie in Frankfurt am Main und Paris unterrichtete er in Mühlheim am Main Französisch und Latein (1963–1971). Gleichzeitig belegte Schiffler die Fächer Erziehungswissenschaften und Pädagogische Psychologie an der Johann Wolfgang Goethe-Universität in Frankfurt. Seine Promotion erfolgte 1969 mit einer empirischen Untersuchung über die Wirksamkeit des audio-visuellen Französischunterrichts. Von 1969 bis 1971 bildete er als Studiendirektor und Fachleiter Französisch-Referendare aus.
1971 erhielt er den Ruf auf die AH6-Professur für Didaktik der französischen Sprache und Literatur an der Pädagogischen Hochschule Berlin. Es folgten Gastprofessuren an der Universität Paris Saint-Denis (1983) und der Universität Paris-Nanterre (1989). Seit der Integration der Pädagogischen Hochschule Berlin in die Freie Universität Berlin im Jahr 1980 hatte Schiffler den Lehrstuhl für Didaktik der französischen Sprache und Literatur und ab 1989 den Lehrstuhl für Didaktik der romanischen Sprachen und Literaturen inne. 2002 wurde er emeritiert, doch lehrt er bis heute (2020) weiter.
Der „Ludger-Schiffler-Preis für Fremdsprachendidaktik“ wurde von 2002 bis 2013 vergeben.

## Wissenschaftliche Schwerpunkte
In seiner Dissertation 1969 zeigte Schiffler, dass der audiovisuelle Fremdsprachenunterricht zwar ausgezeichnete Ergebnisse im Hörverständnis und im mündlichen Ausdruck erzielt, aber nicht im schriftlichen Bereich. Er behandelt in seinem Buch Einführung in den audio-visuellen Fremdsprachenunterricht Möglichkeiten, diese Nachteile zu vermeiden. Er untersuchte die Kommunikation zwischen Lehrern und Schülern im Unterricht und stellte in seinem Buch Interaktiver Fremdsprachenunterricht interaktive Formen des Fremdsprachenunterrichts vor. Das Buch war über ein Jahrzehnt ein Standardwerk in der Lehrerausbildung und wurde ins Französische und ins Baskische übersetzt. Diese Themen wurden in seinem Buch Learning by doing im Fremdsprachenunterricht weitergeführt.
In den achtziger Jahren war „Superlearning“ mit entspannender Barockmusik für die Herausgeber von Sprachlernmaterial ein großer wirtschaftlicher Erfolg. Dieses Verfahren ohne Lehrer beruhte auf dem 1978 erschienenen Buch des Bulgaren Georgi Losanow Suggestology and Outlines of Suggestopedia, das aus einer Fülle von empirischen Untersuchungen bestand, wobei der Lehrer eine entscheidende Rolle für die Entspannung spielte. Schiffler replizierte diese Untersuchung in unterschiedlichen Unterrichtsformen und konnte diese widerlegen. Eine Überlegenheit konnte er nur im Intensivunterricht von vier Stunden täglich im mündlichen Bereich feststellen. Hinsichtlich des Langzeitbehaltens war kein Vorteil zu ermitteln, jedoch nur dann, wenn die Wiederholungen mit Bewegung begleitet wurden. Die Ergebnisse wurden veröffentlicht in Suggestopädie und Superlearning-empirisch geprüft, 1989.
Auf das Lernen mit Bewegung kam Schiffler durch die damals mit Elektroenzephalografie durchgeführten Gehirnuntersuchungen bei Gehörlosen. Diese bewiesen, dass die Gebärdensprache die angeblich brachliegenden linkshemisphärischen Sprachareale aktivierten. Schiffler folgerte daraus, dass durch die Verwendung semantisch kongruenter Gestik das fremdsprachige Behalten gefördert werden könnte. In mehreren empirische Untersuchungen konnte er die Effektivität des Bewegungslernen für das Kurzzeitgedächtnis nachweisen, was die Voraussetzung für das Behalten im Langzeitgedächtnis darstellt. Diese Untersuchungen fasste er in seinem Buch Fremdsprachen effektiver lehren und lernen. Beide Gehirnhälften aktivieren zusammen.
Im gleichen Jahr machte Giacomo Rizzolatti die Entdeckung der Spiegelneuronen, die zeigte, dass bei einem Anderen beobachtete Bewegungen sich im Broca-Sprachareal in A 44 und 45 des Beobachtenden widerspiegeln. Das war eine Bestätigung der Hypothese Schifflers, dass durch Bewegung das sprachlich Gelernte die linke Sprachhemisphäre zusätzlich aktiviert. Damit entfiel die Hypothese der Aktivierung beider Gehirnhälften. In seinem letzten Buch Effektiver Fremdsprachenunterricht. Bewegung – Visualisierung – Entspannung baute er darauf auf. Der fremdsprachige Text wird mit Bewegung und mit allen nur möglichen Lernhilfen für alle Lernertypen mit peripher dargebotener Übersetzung und Orthographie erlernt. Dann wird er in Entspannung mit mentaler Visualisierung und zuletzt durch helfende Partnerarbeit wiederholt. Nach Erscheinen seines Buches fand Schiffler hierfür den Terminus Triple Coding. In einer empirischen Langzeituntersuchung überprüfte er Triple Coding in einer Englisch-Klasse 10. 54 als unbekannt ermittelten Wörter wurden so im Kontext erlernt und mit Teilen von Triple Coding und mit drei Mind Maps wiederholt. Nach zehn Monaten konnten die Schüler noch 74 % des Erlernten vom Deutschen ins Englische übersetzen.
Sein Vorschlag des Omniumkontakts, nämlich grammatische Strukturen dadurch ins Langzeitgedächtnis zu bringen, dass diese in Dialogform mit Musik und Bewegung mit wechselnden Partnern wirklichkeitsnah spontan geübt werden, hat mittlerweile in die Lehrpläne Eingang gefunden.

## Auszeichnungen
- 1990: Orden der « Palmes Académiques » du Ministre de L‘Education Nationale für die Gastprofessuren in Paris
- 2009: Verdienstmedaille des Verdienstordens der Bundesrepublik Deutschland[11] für die Verabschiedung der „Nichtraucherschutzgesetze“ als Präsident der „Nichtraucher-Initiative Deutschland“ (NID)[12]

## Veröffentlichungen (Auswahl)
- Einführung in den audio-visuellen Fremdsprachenunterricht. Verlag Quelle und Meyer, Heidelberg 1973, 2. erweiterte Auflage 1976, ISBN 978-3-494-00760-1

- Interaktiver Fremdsprachenunterricht. Klett Verlag, Stuttgart 1980, ISBN 978-3-12-926931-2
- Suggestopädie und Superlearning, empirisch geprüft. Diesterweg Verlag, 1989, ISBN 978-3425044460
- Planung des Französisch-Anfangsunterrichts – Einführung für den Lehrer in der Ausbildung. Ernst Klett Schulbuchverlag GmbH, 1995., ISBN 312-522740-2
- Learning by doing im Fremdsprachenunterricht. Max Hueber Verlag, 1998, ISBN 978-3190066285
- Fremdsprachen effektiver lehren und lernen. Beide Gehirnhälften aktivieren. Auer Verlag, Donauwörth 2002, ISBN 978-3-403-03681-4
- Wie helfe ich mir beim Fremdsprachenlernen? Urania Verlag, 2003[13]

- Effektiver Fremdsprachenunterricht. Bewegung – Visualisierung – Entspannung. Narr Verlag, Tübingen 2012, ISBN 978-3-8233-6680-5